# Prințesa Xenia de Muntenegru
Xenia Petrovic-Njegoš, Prințesă de Muntenegru (n. 22 aprilie 1881 - d. 10 martie 1960) a fost membră a Casei Petrović-Njegoš ca fiică a regelui Nicolae I al Muntenegru și a soției acestuia, Milena Vukotić.

## Primii ani
Prințesa Xenia de Muntenegru s-a născut la Cetinje la 22 aprilie 1881 ca a opta fiică a regelui Nicolae I al Muntenegru și a soției acestuia, Milena Vukotić. Spre deosebire de surorile sale mai mari, Prințesa Xenia nu a fost trimisă să studieze în Rusia la Institutul Smolny. Împreună cu sora ei mai mică, Vera, a fost educată acasă, la Cetinje.
Surorile mai mari ale Xeniei s-au căsătorit cu figuri regale importante, producându-i tatălui lor, la fel ca și contemporanului rege Christian al IX-lea al Danemarcei, porecla de "socrul Europei"; o sursă a declarat că aceste căsătorii avantajoase "au făcut pentru Muntenegru mai mult decât toate faptele curajoase ale acestei nații de războinici".
Tatăl Xeniei avea mari speranțe că ea și Vera se vor căsători cu membri ai familiei imperiale ruse; în special cu unul dintre fiii Marelui Duce Constantin Constantinovici al Rusiei sau unul dintre fiii Marelui Duce Alexandru Mihailovici al Rusiei. Sora ei mai mare Prințesa Milica se căsătorise cu Marele Duce Petru Nicolaevici iar Prințesa Anastasia cu Marele Duce Nicolae Nicolaevici. 
În 1898, Prințesele Xenia și Vera împreună cu Prințul moștenitor Danilo și mama lor au călătorit în Italia pentru a o vizita pe sora lor recent căsătorită, Prințesa Elena (care se căsătorise cu Prințul moștenitor Victor Emanuel al Italiei). Mai târziu în același an, s-au făcut aranjamente pentru căsătoria Xeniei cu Alexandru I al Serbiei. Totuși, când Alexandru a mers la curtea de la Cetinje pentru a o vedea pe cea care avea să-i fie soție, Xenia și-a mărturisit "dezgustul și groaza" la apariția și comportamentul său. În ciuda rugăminților tatălui ei, ea a refuzat să se căsătorească cu Alexandru umilindu-l și supărându-l atât de mult încât relațiile diplomatice dintre Serbia și Muntenegru au fost afectate grav.
Adoptarea fratelui ei Prințul Mirko de către Alexandru ca moștenitor al său în 1901 a avut ca scop, printre alte lucruri, să netezească vechile afronturi.

## Zvonuri și angajamente

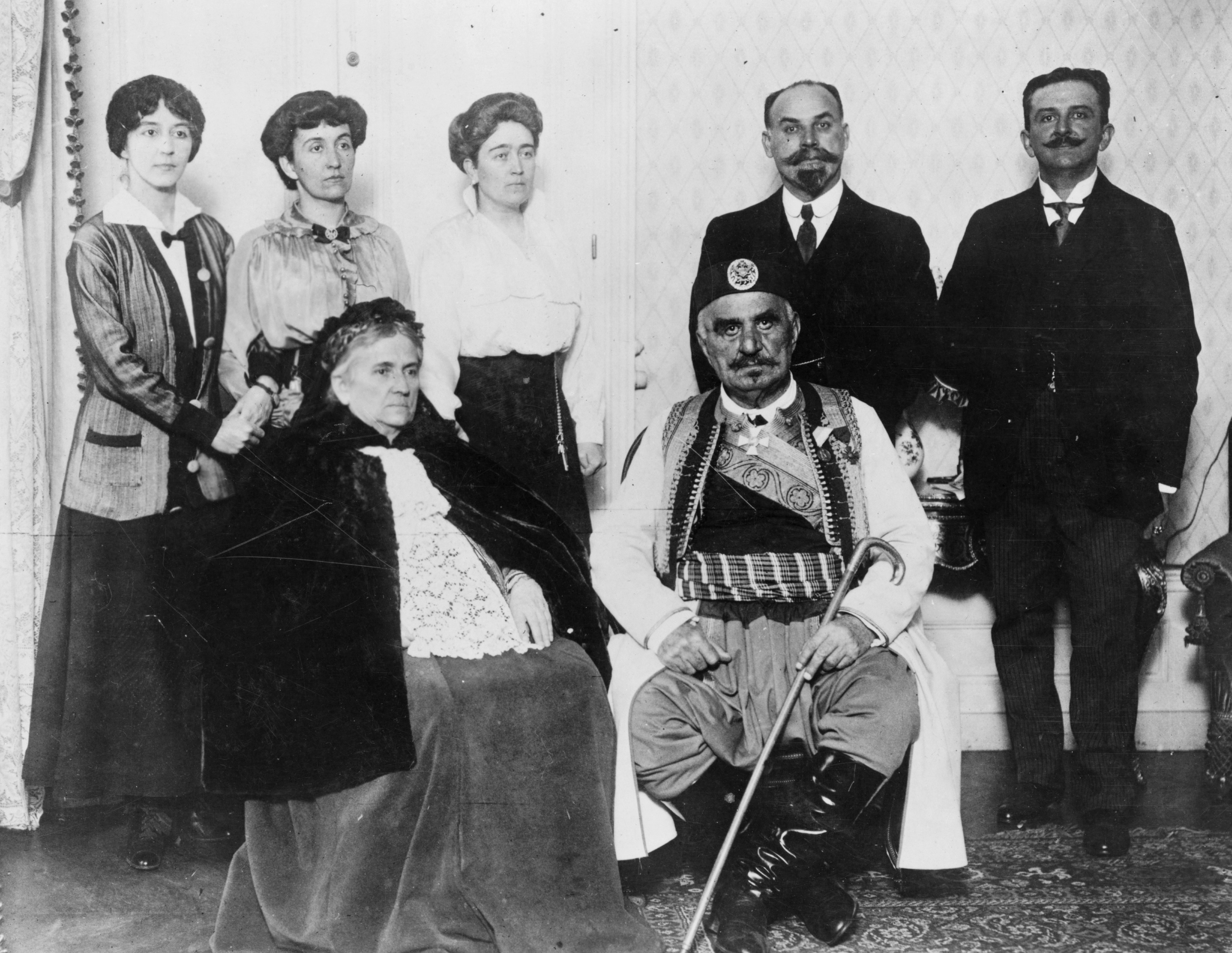
Prințesa Xenia împreună cu familia în exile. Rândul din față: Regele și regina. Rândul din spate, de la stânga la dreapta: Prințesa Vera, Prințesa Xenia, Prințesa Jutta (soția Prințului Danilo), M. Miouchikovitch, președintele Consiliului și Prințul Danilo, Lyons, Franța, 1916.

La nunta fratelui ei Danilo cu Ducesa Jutta de Mecklenburg-Strelitz, Prințesa Xenia l-a întâlnit pe Prințul Nicolae al Greciei și Danemarcei, care l-a reprezentat pe tatăl lui, George I al Greciei. În 1899 a fost anunțată logodna Prințesei Xenia cu Prințul Nicolae. Din motive necunoscute, logodna lor s-a rupt și cuplul nu s-a mai căsătorit. Mai târziu, Prințul Nicolae s-a căsătorit cu Marea Ducesă Elena Vladimirovna a Rusiei. Alte surse spun că Xenia a fost logodită cu frații lui Nicolae: Prințul George și Prințul Andrei la momente diferite.
În 1902, s-au răspândit zvonuri despre logodna Xeniei cu Ernest Louis, Mare Duce de Hesse, care divorțase recent de Prințesa Victoria Melita de Saxa-Coburg și Gotha. Acestea s-au dovedit a fi mincinoase și au apărut numai pentru că Xenia și-a vizitat sora Ana la [Darmstadt]], unde Ernest Louis își avea reședința. Un alt zvon care s-a răspândit a fost cel legat de căsătoria Xeniei cu Marele Duce Kiril Vladimirovici al Rusiei. Zvonul a apărut din cauza faptului că rugămințile Marelui Duce Kiril adresate Țarului Rusiei de a-i permite să se căsătorească cu Prințesa Victoria Melita au fost refuzate din cauza statutului acesteia de femeie divorțată. Acest zvon s-a bucurat de o oarecare popularitate deoarece Xenia era adepta ortodoxismului ca și Marele Duce Kiril.
Un alt zvon s-a răspândit în 1904 despre logodna Xeniei cu Marele Duce Mihail Alexandrovici, moștenitorul aparent al tronului Rusiei. Totuși, apariția a nenumăratelor zvonuri legate de angajamentele, logodnele și căsătoriile ei, au determinat ca acest zvon să fie privit cu neîncredere.
De-a lungul anilor, unii au pretins logodna ei cu Vittorio Emanuele, Conte de Torino, Luigi Amedeo, Duce de Abruzzi, Ferdinand I al Bulgariei și chiar cumnatul ei văduv, Petru I al Serbiei.

## O prințesă singură
În ciuda numeroaselor zvonuri care au circulat despre căsătoriile ei iminente, Prințesa Xenia a ales să rămână necăsătorită. Cum tatăl ei a îmbătrânit, Xenia a servit drept "consilier al ultimilor ani". În 1909, în timpul unor neînțelegeri între Muntenegru și Austria, Xenia a condus unele proteste anti-austriece la Cetinje. Guvernul austriac a luat acțiunile ei drept o insultă și a solicitat un puternic protest diplomatic. Cum Nicolae era îndatorat Austriei pentru multe favoruri făcute în trecut, în special pentru asistență financiară, el nu era sigur ce pedeapsă să aplice fiicei sale și în cele din urmă s-a decis pentru a o exila temporar în Franța. Xenia s-a bucurat de Paris, unde și-a petrecut timpul făcând cumărături, mergând la teatru și la operă și întreținându-se cu lideri ai societății pariziene.
Nicolae a fost încoronat rege al Muntenegrului la 28 august 1910. În timpul Campaniei din Balcani, regele și familia lui au plecat în Italia după ce țara sa și Austria nu au putut stabili un acord asupra negocierilor de pace.
După căderea monarhiei muntenegrene în 1918, Prințesa Xenia s-a retras la Paris, unde a supraviețuit celui de-al Doilea Război Mondial și a continuat să locuiască la Paris. La 10 martie 1960, la vârsta de 78 de ani a murit la Paris.